# 草鹿甲子太郎
草鹿 甲子太郎（くさか きしたろう、1864年10月26日（元治元年9月26日） - 1927年（昭和2年）6月26日）は、明治時代の政治家、弁護士。衆議院議員（1期）。

## 経歴
大聖寺藩士（藩医。禄高：150石）・草鹿泰仲の長男として、加賀国江沼郡大聖寺仲町（大聖寺町を経て、現加賀市大聖寺仲町）に生まれる。1898年（明治31年）家督を相続する。
1876年（明治9年）上京し、伯父で元富山始審裁判所検事正の草鹿換の家に寄寓する。翌年、東京外国語学校に入りフランス語を学び、三島中洲に師事し漢学を修めた。ほか、中江篤介の仏語塾にも入り、1882年（明治15年）7月、東京外国語学校仏語科を卒業する。卒業後、法学に目覚め、司法省法学校を経て、帝国大学に入り、1888年（明治21年）7月、同大法科大学法律学科仏蘭西部を卒業し法学士となった。
同年12月、判事試補となり、金沢治安裁判所詰を命ぜられ、1890年（明治23年）10月、福井地方裁判所判事に補された。1892年（明治25年）3月、函館地方裁判所判事を発令されるが赴任を待たず、再び福井地方裁判所判事となった。判事を辞したのち、同年11月代言人となり、神戸に事務所を開いた。その後、特許代理業者、商業会議所特別議員、破産管財人、神戸銀行監査役、神戸市参事会員、神戸日華実業協会初代会長などを務めた。
兼松房治郎と親しく、実業界の振興のため共同で1895年（明治28年）11月に『神戸中外実業新報』を発行した。
のち1903年（明治36年）3月の第8回衆議院議員総選挙では神戸市区から立憲政友会所属で出馬し当選し、衆議院議員を1期務めた。

## 親族
- 弟：草鹿丁卯次郎（実業家）[4]
- 子：草鹿任一（海軍中将）[4]
- 甥：草鹿龍之介（海軍中将、剣道家）[9]